# Hugo Ballester
Hugo Eduardo Javier Ballester (n. 01 de septiembre de 1979, Florida, provincia de Buenos Aires) es un empresario y piloto argentino de automovilismo de velocidad. Inició su actividad deportiva en el circuito amateur, debutando a mediados del año 2009 en la categoría promocional Fiat Linea Competizione y luego en su sucesora Abarth Punto Competizione, donde obtuviera sus primeros títulos de importancia al llevarse sucesivamente los subcampeonatos de 2013 y 2014 y el campeonato del año 2015. Siempre dentro del círculo amateur, tuvo también participaciones en la MINI Challenge Argentina, mientras que en el año 2014 tuvo su oportunidad de participar a nivel profesional al debutar en la categoría TC 2000, al comando de un Fiat Linea del equipo Pro Racing.
A la par de su carrera deportiva, dedica su tiempo a la actividad empresarial, siendo uno de los titulares de la empresa «Cristalerías Rosario S.A.», dedicada al rubro gastronómico y productora de la marca argentina de sidras «La Farruca».

## Trayectoria
| Año  | Categoría                                               | Automóvil         |
| ---- | ------------------------------------------------------- | ----------------- |
| 2009 | Debut en Fiat Linea Competizione                        | Fiat Linea        |
| 2010 | Fiat Linea Competizione                                 | Fiat Linea        |
| 2011 | Fiat Linea Competizione                                 | Fiat Linea        |
| 2012 | Fiat Linea Competizione                                 | Fiat Linea        |
| 2012 | Debut en Abarth Punto Competizione                      | Abarth Punto EVO  |
| 2012 | Debut en MINI Challenge Argentina, 2 carreras           | Mini Cooper       |
| 2013 | Subcampeón Abarth Punto Competizione                    | Abarth Punto EVO  |
| 2013 | MINI Challenge Argentina, 1 carrera                     | Mini Cooper       |
| 2014 | Subcampeón Abarth Punto Competizione                    | Abarth Punto EVO  |
| 2014 | Debut en TC 2000, 1 carrera                             | Fiat Linea        |
| 2015 | Campeón Abarth Punto Competizione                       | Abarth Punto EVO  |
| 2015 | Debut en Top Race Series, 6 carreras                    | Mercedes-Benz CLA |
| 2016 | Abarth Punto Competizione                               | Abarth Punto EVO  |
| 2016 | TC 2000, 1 carrera                                      | Renault Fluence   |
| 2016 | Invitado a los 200 km de Buenos Aires del Súper TC 2000 | Chevrolet Cruze   |

- [5]

## Palmarés
| Título     | Categoría                 | Automóvil        | Año  |
| ---------- | ------------------------- | ---------------- | ---- |
| Subcampeón | Abarth Punto Competizione | Abarth Punto EVO | 2013 |
| Subcampeón | Abarth Punto Competizione | Abarth Punto EVO | 2014 |
| Campeón    | Abarth Punto Competizione | Abarth Punto EVO | 2015 |

## Resultados

### TC 2000
| Año  | Equipo        | Auto            | 1    | 2    | 3     | 4     | 5    | 6     | 7     | 8     | 9     | 10     | 11    | 12  | 13    | 14     | 15     | 16     | 17  | 18  | 19  | 20     | 21 | 22  | 23  | Res. | Puntos |
| ---- | ------------- | --------------- | ---- | ---- | ----- | ----- | ---- | ----- | ----- | ----- | ----- | ------ | ----- | --- | ----- | ------ | ------ | ------ | --- | --- | --- | ------ | -- | --- | --- | ---- | ------ |
| 2014 |               |                 | AG I | LP   | JUN   | MER   | BA I | PAR I | RC    | CON   | BA II | PAR II | AG II | GR  |       |        |        |        |     |     |     |        |    |     |     | -    | 0      |
| 2014 | Pro Racing    | Fiat Linea      |      |      |       |       |      |       | 22    |       |       |        |       |     |       |        |        |        |     |     |     |        |    |     |     | -    | 0      |
| 2016 |               |                 | SMM  | SMM  | CON I | CON I | BA I | BA I  | SJO   | SJO   | LP    | LP     | CDU   | CDU | BA II | BA II  | CON II | CON II | RAF | RAF | AG  | RC     | RC | PAR | PAR | -    | 0      |
| 2016 | JM Motorsport | Renault Fluence |      |      |       |       |      |       |       |       |       |        | 18    | 23  |       |        |        |        |     |     |     |        |    |     |     | -    | 0      |
| 2017 |               |                 | AG I | AG I | BA I  | BA I  | CDU  | CDU   | PAR I | PAR I | RC    | RC     | BA II | SL  | SL    | PAR II | PAR II | AG II  | SMM | CON | CON | BA III |    |     |     | -    | -      |
| 2017 | Escudería FE  | Peugeot 408 I   |      |      |       |       |      |       |       |       |       |        |       |     |       |        |        | 15     |     |     |     |        |    |     |     | -    | -      |

### Súper TC 2000
| Año  | Equipo        | Auto              | 1   | 2   | 3   | 4    | 5   | 6   | 7   | 8   | 9   | 10  | 11  | 12 | 13 | 14    | Res. | Puntos |
| ---- | ------------- | ----------------- | --- | --- | --- | ---- | --- | --- | --- | --- | --- | --- | --- | -- | -- | ----- | ---- | ------ |
| 2016 |               |                   | TRE | ROS | SMM | AG I | TRH | OBE | BA  | SFE | SFE | TOA | SJU | GR | GR | AG II | -    | -      |
| 2016 | JM Motorsport | Chevrolet Cruze I |     |     |     |      |     |     | Ret |     |     |     |     |    |    |       | -    | -      |